# Giōrgos Gasparīs
Giōrgos Gasparīs (in greco Γιώργος Γάσπαρης?; Atene, 31 gennaio 1965) è un ex cestista greco.

## Carriera
Con la Grecia ha disputato i Campionati mondiali del 1990 e i Campionati europei del 1991.

## Palmarès
- Coppa di Grecia: 1

Panionios: 1990-91
- Coppa d'Europa: 1

Aris Salonicco: 1992-93